# Herbert cel Bătrân
Herbert al III-lea de Omois (supranumit cel Bătrân) (n. 910 - d. 980/985) a fost conte de Omois din 943 și până la moarte.
Herbert era fiul contelui Herbert al II-lea de Vermandois cu Adela de Franța, fiică a regelui Robert I al Franței. În 943, tatăl său a murit, iar Herbert a preluat imediat succesiunea asupra comitatului de Omois, precum și în Marne, Meaux și Epernay.
În 951, Herbert s-a căsătorit cu Eadgifu de Wessex, fiica regelui Eduard cel Bătrân al Angliei și văduvă a regelui Carol cel Simplu al Franței. Neavând copii, posesiunea sa a revenit nepoților săi de frate, Odo și Herbert.